# Festival de Roumanie de Scrabble francophone
La Fédération Roumaine de Scrabble a été fondée officiellement le 27 janvier 1990 et une section de scrabble francophone a été créée le 16 novembre 1990. Un premier tournoi francophone a eu lieu du 7 au 9 décembre 1990 à Buşteni en présence d'Yves Gilbert, vice-président de la Fédération Internationale de Scrabble Francophone. 
L'année suivante, le premier Festival International de Scrabble Francophone de Roumanie est organisé à Sinaia par la fédération roumaine. Ce festival a lieu tous les ans depuis ; il regroupe essentiellement des joueurs roumains, français, belges et suisses mais aussi occasionnellement luxembourgeois, moldaves, québécois, congolais... La participation est très variable, de 20 à 80 joueurs, selon les années. 
La semaine comprend un ou plusieurs tournois de Scrabble et un programme d'excursions touristiques. Beaucoup de festivals allient Scrabble et tourisme, mais le festival de Roumanie est le seul dont la partie touristique est organisée exclusivement par des scrabbleurs et non des professionnels.
Les premières éditions comportaient un seul tournoi de Scrabble duplicate en 5 parties. Un tournoi en paires  a été ajouté en 1994 (d'abord en 4 puis en 3 parties). Des formules originales en duplicate (tactique, anticipation, complétif...) sont régulièrement organisées. 
En 2009, deux tournois homologués de Scrabble classique ont également été organisés.

## Palmarès du Festival de Roumanie

### Scrabble duplicate
| Édition | Lieu                  | Dates                      | Individuel                                                                       | Paires |
| ------- | --------------------- | -------------------------- | -------------------------------------------------------------------------------- | --- |
| 1       | Sinaia                | 3-9 septembre 1991         | 1. Serge Guinut (F) 2. Michèle Courchay (F) 3. Michel Bruyère (B)                | |
| 2       | Mamaia                | 16-25 juin 1992            | 1. Françoise Pesche (F) 2. Monique Sablon (F) 3. Cécile Fabri (B)                | |
| 3       | Bǎile Tuşnad          | 17-25 avril 1993           | 1. Michel Charlemagne (F) 2. Serge Guinut (F) 3. Pierrette Gilbert (F)           | |
| 4       | Bǎile Tuşnad          | 29 mai - 8 juin 1994       | 1. Mireille Vyncke (L) 2. Régine Geniez (F) 3. Betty Tison (B)                   | 1. Betty Tison / Robert Lekeu (B) 2. Pierrette et Yves Gilbert (F) 3. Régine et Charles Geniez (F)                                            |
| 5       | Poiana Braşov         | 12-20 mai 1995             | 1. Jacki Parpillon (F) 2. Simone Lahaye (B) 3. Francis Charlier (B)              | 1. Jacki Parpillon (F) / Dorina Arhip (Ro) 2. Simone Lahaye (B) / Mireille Vyncke (L) 3. ?                                                    |
| 6       | Poiana Braşov         | 30 avril - 8 mai 1996      | 1. Louisette Léon (B) 2. Betty Tison (B) 3. Ramazani Kumba Kisaka (Z)            | 1. Jacki Parpillon (F) / Dorina Arhip (Ro) 2. Teodora Popescu (Ro) / Dan Laurenţiu Sandu (Ro) 3. Monique Gargouil (F) / Diana Grimberg (Ro)   |
| 7       | Eforie Nord           | 6-13 juin 1997             | 1. Jacki Parpillon (F) 2. Jane Guérin (F) 3. Jean-Luc Thirion (F)                | 1. Jean-Luc Thirion (F) / Teodora Popescu (Ro) 2. Pierrette et Yves Gilbert (F) 3. Jacki Parpillon (F) / Dorina Arhip (Ro)                    |
| 8       | Mamaia                | 12-19 juin 1998            | 1. Jacki Parpillon (F) 2. Pascal Bernier (F) 3. Ramazani Kumba Kisaka (Z)        | 1. Pascal Bernier (F) / Teodora Popescu (Ro) 2. Jacki Parpillon (F) / Dorina Arhip (Ro) 3. Ramazani Kumba Kisaka (Z) / Bruno Schlaeflin (F)   |
| 9       | Sinaia                | 11-18 juin 1999            | 1. Jacki Parpillon (F) 2. Hervé Bohbot (F) 3. Laurent Guesdon (F)                | 1. Jacki Parpillon (F) / Dorina Arhip (Ro) 2. Hervé Bohbot (F) / Teodora Popescu (Ro) 3. Claudia Mihai (Ro) / Marilena Panait (Ro)            |
| 10      | Brașov                | 23-30 juin 2000            | 1. Hervé Bohbot (F) 2. Édouard Huot (Qb) 3. Jacki Parpillon (F)                  | 1. Hervé Bohbot (F) / Teodora Popescu (Ro) 2. Bruno Schlaeflin (F) / Dominique Cornu (F) 3. Alain d'Alençon (F) / Edith Busson (F)            |
| 11      | Piatra Neamț          | 22 juin - 1er juillet 2001 | 1. Hervé Bohbot (F) 2. Jacki Parpillon (F) 3. Jean-Luc Thirion (F)               | 1. Jacki Parpillon (F) / Dorina Arhip (Ro) 2. Hervé Bohbot (F) / Teodora Bohbot (Ro) 3. Bruno Schlaeflin (F) / Dominique Cornu (F)            |
| 12      | Neptun-Olimp          | 7-14 juin 2002             | 1. Lucien Perrot (F) 2. Hervé Bohbot (F) 3. Laurent Guidard (F)                  | 1. Pierre Lempereur (B) / Nicolas Lamoureux (Q) 2. Hervé Bohbot (F) / Teodora Bohbot (Ro) 3. Jacki Parpillon (F) / Dorina Arhip (Ro)          |
| 13      | Sinaia                | 20-29 juin 2003            | 1. Jean-Louis Fèvre (F) 2. Benoît Coppens (B) 3. Bruno Schlaeflin (F)            | 1. Hervé Bohbot (F) / Teodora Bohbot (Ro) 2. Geneviève Moreau (F) / Patrick Gagnard (F) 3. Solange Delorme (F) / Jean-Louis Fèvre (F)         |
| 14      | Poiana Braşov         | 20-29 août 2004            | 1. Jacki Parpillon (F) 2. Christian Coustillas (F) 3. Jean-Michel Daulouède (F)  | 1. Hervé Bohbot (F) / Teodora Bohbot (Ro) 2. Christian Coustillas (F) / Betty Tison (B) 3. Jean-Claude Bosse (B) / Christian de Mortier (B)   |
| 15      | Mamaia                | 17-26 juin 2005            | 1. Jean-Michel Guizard (F) 2. Laurent Guidard (F) 3. Hervé Bohbot (F)            | 1. Hervé Bohbot (F) / Teodora Bohbot (Ro) 2. Jacki Parpillon (F) / Dorina Arhip (Ro) 3. Jean-Claude Pons (F) / Bruno Schlaeflin (F)           |
| 16      | Gura Humorului        | 16-25 juin 2006            | 1. Franck Delol (F) 2. Jean-Michel Guizard (F) 3. Jean-Claude Bosse (B)          | 1. Franck Delol (F) / Dan Laurenţiu Sandu (Ro) 2. Jean-Claude Bosse (B) / Bruno Boulay (F) 3. Jacki Parpillon (F) / Dorina Arhip (Ro)         |
| 17      | Cluj-Napoca           | 15-24 juin 2007            | 1. Hervé Bohbot (F) 2. Franck Delol (F) 2. Jacki Parpillon (F)                   | 1. Laurent Guidard (F) / Bruno Schlaeflin (F) 2. Hervé Bohbot (F) / Teodora Bohbot (Ro) 3. Franck Delol (F) / Georgeta Roşca (Ro)             |
| 18      | Drobeta-Turnu Severin | 13-22 juin 2008            | 1. Jean-Claude Bosse (B) 2. Anne-Marie Masy (B) 3. Annie Girault (F)             | 1. Jean-Claude Bosse (B) / Dan Laurenţiu Sandu (Ro) 2. Anne-Marie Masy (B) / Georgeta Roşca (Ro) 3. Anne-Marie Savoye (F) / Annie Girault (F) |
| 19      | Piatra Neamț          | 7-16 août 2009             | 1. Jean-Louis Fèvre (F) 2. François Lamy (F) 3. Christian Coustillas (F)         | 1. Jean-Louis Fèvre (F) / Arcadie Popescu (Ro) 2. François Lamy (F) / Georgeta Roşca (Ro) 3. Christian Coustillas (F) / Elena Pacea (Ro)      |
| 20      | Poiana Braşov         | 19-26 juin 2010            | 1. Pierre Belleville (F) 2. Gérard D'Hont (F) 3. Odile Contassot (F)             | 1. Pierre Belleville (F) / Dan Laurenţiu Sandu (Ro) 2. Odile Contassot (F) / Paula Chiroşcă (Ro) 3. Gérard D'Hont (F) / Georgeta Roşca (Ro)   |
| 21      | Constanța             | 22-31 juillet 2011         | 1. Andrée Robert (B) 2. Janine Gazanion (F) 3. Annie Girault (F)                 | 1. Claudia Mihai (Ro) / Dan Laurenţiu Sandu (Ro) 2. Paul Devoge (B) / Anita Liégeois (B) 3. Annie Girault (F) / Elena Pacea (Ro)              |
| 22      | Izvorani              | 7-14 juin 2012             | 1. Claudia Mihai (Ro) 2. Myriam Frumer (B) 3. Paul Devoge (B)                    | 1. Claudia Mihai (Ro) / Dan Laurenţiu Sandu (Ro) 2. Paul Devoge (B) / Anita Liégeois (B) 3. Annie Girault (F) / Andrée Robert (B)             |
| 23      | Sibiu                 | 6-13 juin 2014             | 1. Benoit Coppens (B) 2. Claudia Mihai (Ro) 3. Georgeta Roşca (Ro)               | 1. Janine Gazanion (F) / Arcadie Popescu (Ro) 2. Benoit Coppens (B) / Georgeta Roşca (Ro) 3. Claudia Mihai (Ro) / Dan Laurenţiu Sandu (Ro)    |
| 24      | Bucureşti             | 22-26 mai 2015             | 1. Louis Eggermont (B) 2. Guido Pollet (B) 3. Benoit Coppens (B)                 | 1. Louis Eggermont (B) / Irina Neagu (Ro) 2. Guido Pollet (B) / Dan Laurenţiu Sandu (Ro) 3. Benoit Coppens (B) / Georgeta Roşca (Ro)          |
| 25      | Cluj-Napoca           | 13-19 mai 2016             | 1. Benoit Coppens (B) 2. Patricia Iddenden (B) 3. Guido Pollet (B)               | 1. Benoit Coppens (B) / Georgeta Roşca (Ro) 2. Guido Pollet (B) / Michèle Hellemans (B) 3. Louise Prince (Qb) /Annie Girault (F)              |
| 26      | Iaşi                  | 2-8 juin 2017              | 1. Brigitte Hourtal (F) 2. Régis Pepino (F) 3. Guy Dessard (F)                   | 1. Claude et Nadine Marichal (F) 2. Paul Raican (Ro) / Robert Joosten (Ch) 3. Guy Dessard (F) / Georgeta Roşca (Ro)                           |
| 27      | Eforie Nord, CT       | 8-15 juin 2018             | 1. Colette Bourges (F) 2. Dan Laurenţiu Sandu (Ro) 3. Marie Renée Mechaussie (F) | ? |
| 28      | Timişoara             | 7-14 juin 2019             | 1. Guido Pollet (B) 2. Ludovic D'Amico (B) 3. Dan Laurenţiu Sandu (Ro)           | 1. Ludovic D'Amico (B) / Paul Raican (Ro) 2. Janine Gazanio (F) / Arcadie Popescu (Ro) 3. Guido Pollet (B) / Georgeta Roşca (Ro)              |
| 29      | Poiana Braşov, BV     | 3-10 juillet 2020          |                                                                                  | |

#### Nombre de titres
Individuel

1. Jacki Parpillon (F), 5

2. Hervé Bohbot (F), 3

3. Jean-Louis Fèvre (F), 2

12 joueurs à une victoire
Paires

1. Jacki Parpillon (F) / Dorina Arhip (Ro), 4
     Hervé Bohbot (F) / Teodora Popescu-Bohbot (Ro), 4

3. Claudia Mihai (Ro) / Dan Laurenţiu Sandu (Ro), 2

12 paires à une victoire

### Scrabble classique
Des tournois de Scrabble classique sont régulièrement organisés lors du Festival de Scrabble de Roumanie, toutefois ils n'ont été homologués pour le classement international qu'en 2009.
| Lieu         | Date         | Joueurs | Classement                                                               |
| ------------ | ------------ | ------- | ------------------------------------------------------------------------ |
| Piatra Neamț | 11 août 2009 | 16      | 1. Jean-Louis Fèvre (F) 2. Paul Răican (Ro) 3. Pierre Belleville (F)     |
| Piatra Neamț | 13 août 2009 | 18      | 1. Claude Marichal (F) 2. Christian Coustillas (F) 3. François Lamy (F)  |
| Izvorani     | 13 juin 2012 | 6       | 1. Myriam Frumer (B) 2. Dan Laurenţiu Sandu (Ro) 3. Fernand Maréchal (B) |